# Epactoides betschi
Epactoides betschi är en skalbaggsart som beskrevs av Renaud Maurice Adrien Paulian 1975. Epactoides betschi ingår i släktet Epactoides och familjen bladhorningar. Inga underarter finns listade i Catalogue of Life.